# 윤형섭
윤형섭(尹亨燮, 1933년 ~)은 대한민국의 교육원이다. 제31대 교육부 장관을 지냈다.

## 학력
- 연세대학교 정치외교학 학사
- 연세대학교 대학원 정치학 석사
- 존스홉킨스대학교 대학원 정치학 석사
- 연세대학교 대학원 정치학 박사
- 중국문화대학교 대학원 법학 명예박사

## 경력
- 1967 ~ 1991년 : 연세대학교 교수
- 1990년 12월 27일 ~ 1992년 1월 22일 : 대한민국의 제31대 교육부 장관